# 진주 문산성당
진주 문산성당은 대한민국 경상남도 진주시 문산읍에 있는 일제강점기의 건축물이다. 2002년 5월 31일 대한민국의 국가등록문화재 제35호로 지정되었다.
진주 최초의 성당으로 7.15전까지만 해도 서부 경남, 동남 전남의 중심성당이다. 한식과 양식의 신구 본당이 경내에 공존함으로써 성당건축의 토착화 과정을 보여주고 있으며, 당시 지방 소읍의 민중들이 이해한 서양식 건축양식을 지역의 건축시공 여건에 맞게 해석하여 설계`건축한 건물이다.

## 개요
이곳은 1905년 소촌공소에서 본당으로 승격된 진주 지역 최초의 성당으로 광복 이전까지 진주를 포함한 서부 경남 일대 천주교의 거점이었다. 기와지붕으로 된 구 성당 건물과 서양식 성당 건물이 경내에서 조화를 이루고 있다. 구 성당은 정면 6간, 우측면 4간, 좌측면 3간 규모로 동쪽에 출입구, 서쪽에 제단을 두고, 내부 예배 공간에 열주를 두어 신랑(身廊, Nave)과 측랑(側廊, Aisle)을 구별하였다. 신자가 늘어나 서양식 성당을 건립하면서 현재는 강당으로 쓰이고 있다. 서양식 성당은 장방형 평면이며, 정면의 돌출된 높은 종탑을 중심으로 좌우대칭의 예배 공간이 구성되어 있다.

## 참고 자료
- 진주 문산성당 - 국가유산청 국가유산포털